# Vangjel Dule

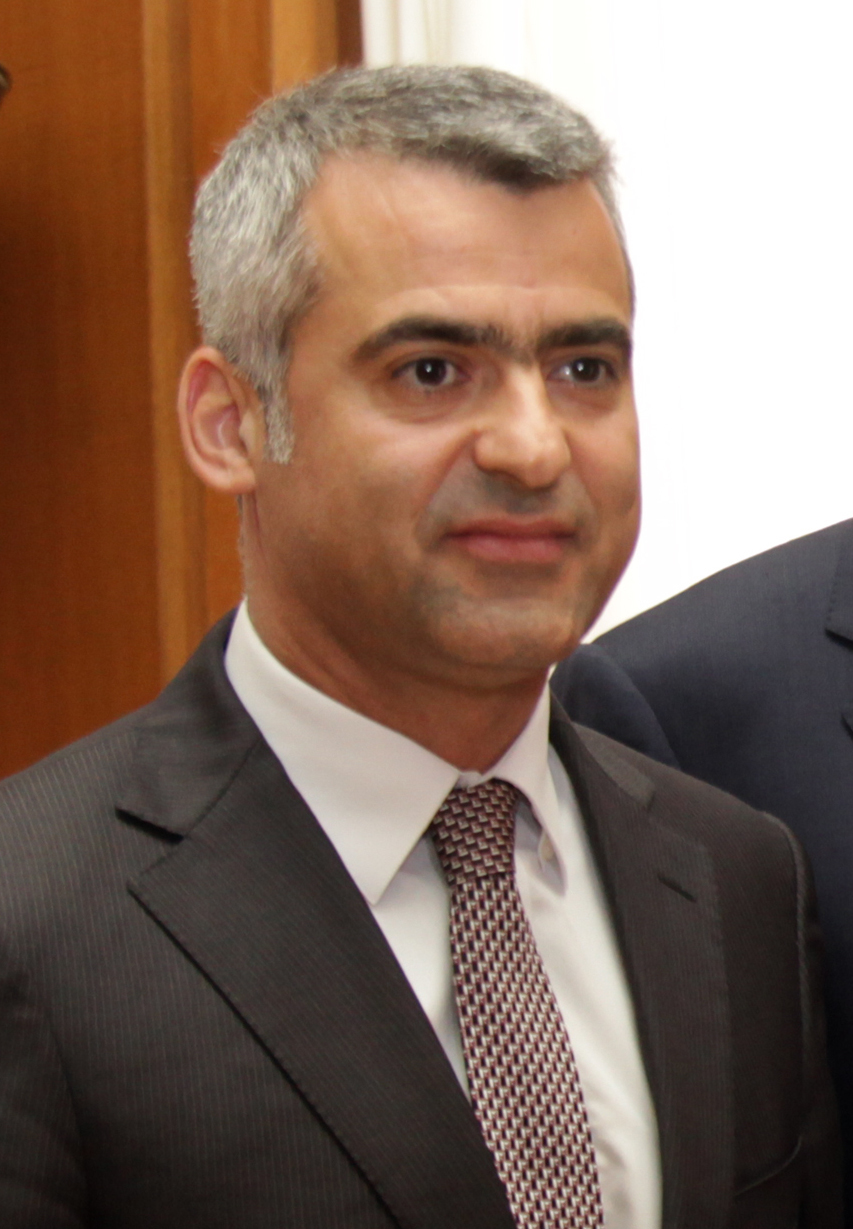
Vangjel Dule (2011)

Vangjel Dule ([vanɟɛl duˑlɛ], griechisch Βαγγέλης Ντούλες; * 18. November 1968 in Gjirokastra) ist ein albanischer Politiker. Er war Gründer und seit 2002 Vorsitzender der Partei Vereinigung für die Menschenrechte. Sie wurde 1992 gegründet, um die griechische Minderheit in Albanien politisch zu repräsentieren.
Vangjel Dule studierte an der Universität Tirana Englisch. Er unterrichtete auch Englisch sowie Griechisch in Gjirokastra.
Seit 2001 hat Vangjel Dule einen Sitz im Albanischen Parlament. Er vertritt den Qark Vlora. Seine Partei Vereinigung für die Menschenrechte war zusammen mit weiteren Parteien in einer Koalition mit der Sozialistischen Partei Albaniens, die nach der Parlamentswahl 2013 die regierende Mehrheit bildete. Dule war seit 2005 einziger Vertreter seiner Partei im Parlament. Bei der Parlamentswahl 2017 trat Dule für die Demokratische Partei an und wurde knapp gewählt. Seine alte Partei Vereinigung für die Menschenrechte trat bei dieser Wahl nicht mehr an.
Vom 23. September 2002 bis 10. Januar 2006 sowie vom 22. Januar 2007 bis 25. Januar 2010 war Vangjel Dule Mitglied in der Parlamentarischen Versammlung des Europarates.